# Marija Alexandrowna Krawtschunowskaja
Marija Alexandrowna Krawtschunowskaja (russisch Мария Александровна Кравчуновская, geb.: Jegorowa russisch Егорова; * 11. Oktober 1898 in Moskau; † 18. November 1978 ebenda) war eine sowjetische Theater- und Film-Schauspielerin.

## Leben
Sie war die Tochter des Arztes Alexander Nikiforowitsch Jegorow († 1917), der in einer Fabrik praktizierte. Ihre Mutter Marija Isaakowna († 1903) war Hausfrau. Das Paar hatte außerdem einen Sohn namens Pawel († 1922), der 1905 wegen revolutionärer Aktivitäten nach Tjumen verbannt wurde.
Marija Alexandrowna arbeitete nach der Sekundarschule von 1915 bis 1918 als Büroangestellte in der Kommunalverwaltung und war parallel dazu als Gymnastiklehrerin tätig. In dieser Funktion war sie ab 1918 im Rahmen des Proletkultprogramm für sieben Bezirkstheater in Moskau aktiv.
Obwohl ihre kinderlose Ehe mit dem Filmregisseur Ilja Afanasjewitsch Krawtschunowski nur kurz war, behielt die Schauspielerin ihren Ehenamen und wurde auch unter diesem bekannt.
Aufgrund ihrer Faszination für das Theater ließ sich Krawtschunowskaja ab 1923 von Michail Tschechow ausbilden und trat anschließend beim Moskauer Jugendtheater auf. 1925 wechselte sie zum 2. Moskauer Kunsttheater und trat dort bis zu dessen Schließung 1936 auf. Anschließend erhielt Krawtschunowskaja ein Engagement beim Maly-Theater, das bis 1942 währte. Danach war sie etwa ein Jahr beim Moskauer Puppentheater tätig, synchronisierte anschließend bis 1944 Zeichentrickfilme für Sojusmultfilm und arbeitete schließlich bis 1948 als Souffleuse  am Gorki-Theater. Ihre letzte langjährige Wirkungsstätte war von 1950 bis zur Pensionierung 1963 das Stanislawski-Theater. Außerdem stand sie von 1928 an mit Rezitationen von Kindergeschichten sowie Werken Anton Tschechows auf der Bühne.
Im Film trat Krawtschunowskaja erstmals 1937 in Ilja Traubergs Год 19-ый (God 19-y) auf und war danach vereinzelt bis in die späten 1960er Jahren zu sehen, u. a. in den Debütwerken von Alexander Rou und Leonid Gaidai. Für letzteren spielte die dunkelhaarige Darstellerin später noch zweimal, die Rolle in Operation „Y“ und andere Abenteuer Schuriks gilt als ihre bekannteste. Im Fernsehen war Krawtschunowskaja durch zwei Folgen der Komödiensendung Фитиль (Fitil, 1963/67) und die Bühnenaufzeichnung Чекан души (Tschekan duschi, 1964) präsent.
Sie lebte zunächst in der Gorkistraße in Moskau, zog jedoch 1974 in ein Pflegeheim und starb dort vier Jahre später. Ihr Grab befindet sich auf dem Moskauer Friedhof Chimkinskoje, Abschnitt 63.

## Ehrungen
Krawtschunowskaja erhielt 1945 die Medaille „Für die Verteidigung Moskaus“ und war seit dem 8. März 1960 Trägerin des Titels Verdiente Künstlerin der RSFSR.

## Theaterarbeit (Auswahl)

### 2. Moskauer Kunsttheater
- Was ihr wollt (Twelfe Night, Or what you will) – von William Shakespeare
- Часовщике и курице (Tschasowschtschike i kurize) – von Iwan Antonowitsch Kotscherga
- Митькином царстве (Mitkinom zarstwe) – von Konstantin Alexandrowitsch Lipskerow

### Maly-Theater
- Richtig gut, aber das Glück ist besser (Prawda – choroscho, a stschastje lutschsche) – von Alexander Ostrowski
- Beluginas Ehe (Schenitba Belugina) – von Alexander Ostrowski
- Kabale und Liebe – von Friedrich Schiller
- Mädchen ohne Mitgift (Bespridanniza) – von  Alexander Ostrowski
- Boris Godunow – von Alexander Puschkin

## Filmografie (Auswahl)
- 1938: Der Zauberfisch (Po schtschutschemu weleniju)
- 1939: Lenin 1918 (Lenin w 1918 godu)
- 1956: Nun schlägt’s 13! (Karnawalnaja notsch)
- 1965: Operation „Y“ und andere Abenteuer Schuriks (Operazija „Y“ i drugije prikljutschenija Schurika)
- 1966: Flügel (Krylja)